# ترتة الأمير رجنت
تُرتة الأمير رِجِنْت أو (بالألمانية: Prinzregentorte) تُرتة بَفارية تتكون من ست طبقات أو سبع طبقات من الكعكة الإسفنجية متداخلة مع قشدة الزبدة بالشكلاطة. الجزء الخارجي مغطى بطبقة زجاجية من الشكلاطة الداكنة. تحظى هذه التُرتة بشعبية كبيرة في بفارية بألمانيا ومتوفرة في محلات الكعك على مدار السنة.
تتكون الكعكة من طبقات رقيقة جدًا من الكعكة الإسفنجية كل منها ترتفع نحو 25 سنتيمتر (9.8 بوصة) مع قشدة الزبدة بالشكلاطة على كل جانب. يمكن إضافة مربى المشمش إلى الطبقة العلوية ، وتغطى الكعكة بأكملها بالشكلاطة الداكنة.